# Cornulaca monacantha
A Cornulaca monacantha a szegfűvirágúak (Caryophyllales) rendjébe, ezen belül a disznóparéjfélék (Amaranthaceae) családjába tartozó faj.
Ezt a növényfajt legelőször 1813-ban, Alire Raffeneau Delile francia botanikus írta le, illetve nevezte meg. Nemzetségének a típusfaja.

## Előfordulása
A Cornulaca monacantha előfordulási területe Észak-Afrika, Közel-Kelet, az Arab-félsziget és Közép-Ázsia, egészen a pakisztáni Beludzsisztánig.

## Megjelenése
Ez a növény szétszórtan és elágazóan nő; az elfásult szárai legfeljebb 60 centiméter magasra nőnek meg. A pikkelyszerű kékeszöld levelei eltakarják a szürke, drótszerű szárait. Minden levél végén egy tövis található. Mikor a növény elpusztul, a levelei sárgává vagy fehérré változnak. Augusztus és november között a levél tövében egy-egy narancssárgás-barna virág nyílik. A termés lapított toktermés, melyben a magok felállva ülnek. A növényt egy nagy, mélyre eresztett gyökér tartja.

## Életmódja
A sivatagok oázisainál és a tengerpartoktól valamivel beljebb él. Nem tűri a sót, viszont a homokban jól érzi magát. Az elterjedési területén a Zygophyllum albummal együtt alkotják a domináns növényzetet. Afrikában a Szahara déli részét határozzák meg jelenlétével.
A sivatag növényevő állatai táplálkoznak vele.

## Fordítás
- Ez a szócikk részben vagy egészben  a   Cornulaca monacantha című angol Wikipédia-szócikk ezen változatának fordításán alapul.  Az eredeti cikk szerkesztőit annak laptörténete sorolja fel. Ez a jelzés csupán a megfogalmazás eredetét és a szerzői jogokat jelzi, nem szolgál a cikkben szereplő információk forrásmegjelöléseként.